# B. Ramalinga Raju

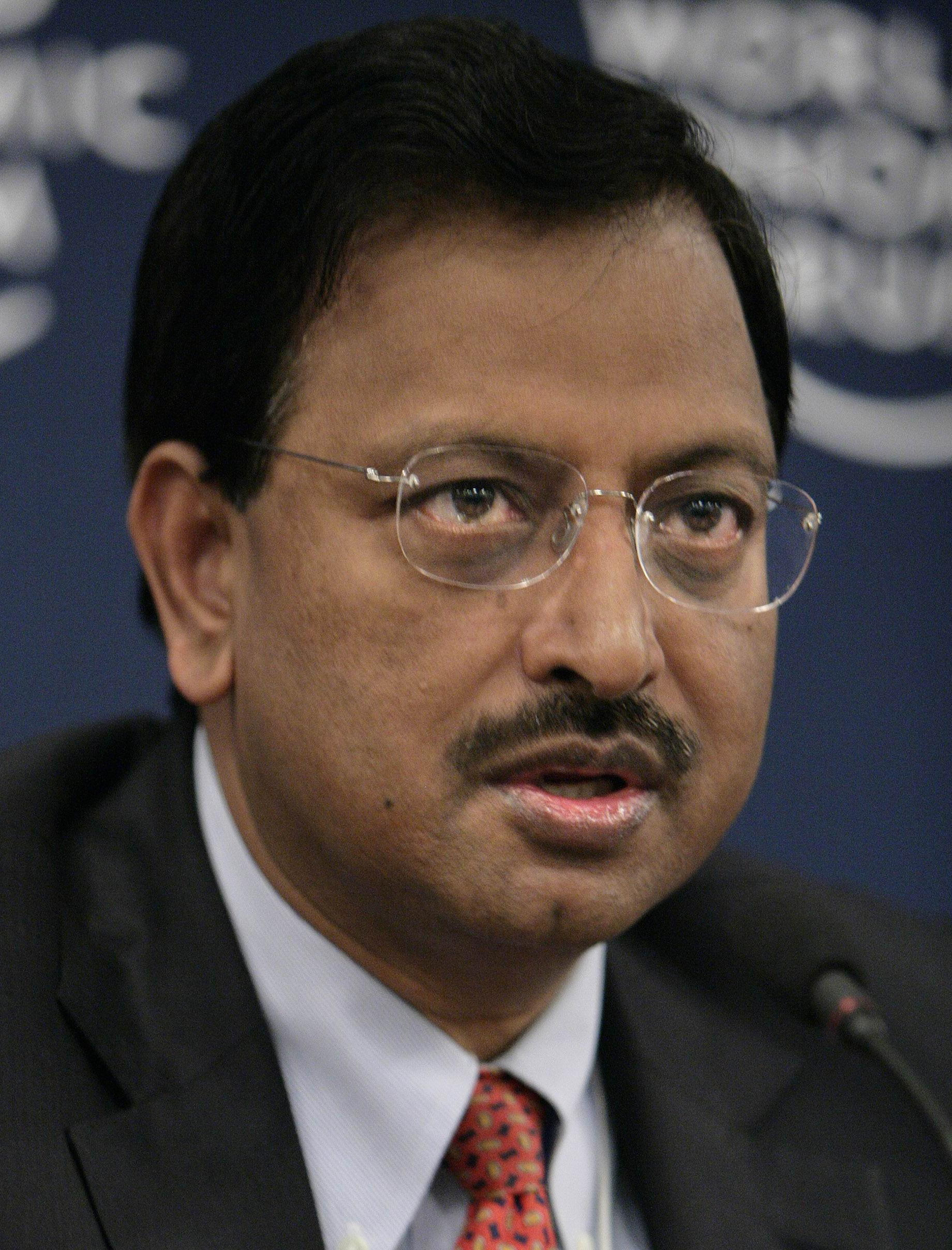
B. Ramalinga Raju am 10. November 2008

B. Ramalinga Raju (* 16. September 1954) war der Vorsitzende von Satyam Computer Services. Das Unternehmen wurde von Raju gegründet und gehörte mit einem Umsatz von mehr als einer Milliarde US-Dollar zu den größten indischen IT-Unternehmen.
Am 7. Januar 2009 trat er zurück, mit dem Geständnis Bilanzen gefälscht zu haben. Er und sein Bruder wurden am 9. Januar 2009 verhaftet. Der Skandal gilt als der indische Enron-Skandal.

## Privatleben
B. Ramalinga Raju ist der Sohn von Byrraju Satyanarayana Raju aus Bhimavaram.
Er hat noch einen Bruder (B. Rama Raju) und zwei Schwestern.
Raju ist verheiratet und hat zwei Söhne Teja Raju und Rama Raju und eine verheiratete Tochter Deepti.
Er machte seine Ausbildung am Andhra Loyola College in Vijayawada.
Danach erwarb er den MBA an der Ohio University und den Owner/President course an der Harvard University.
Am 14. Dezember 2007 bekam er die Doktorwürde der Anna University in Chennai.

## Karriere
Raju war  zunächst auf Gebieten wie Bauwesen und Textilien aktiv. Er konnte dabei sein Wissen aus den Kursen in den USA in der Praxis erproben. Dann erkannte er die Möglichkeiten die das Outsourcing im Computerbereich bringen würde und gründete 1987 sein Unternehmen Satyam. Er konnte schnell zahlreiche Kunden in den USA gewinnen. Sein Unternehmen wuchs schnell und breitete sich auch in andere Länder aus. Raju zeigte sich dabei auch sozial aktiv mit den Stiftungen Byrraju Foundation und dem Emergency Management and Research Institute (EMRI).

## Der Skandal
Gegen Raju wurde ermittelt wegen Praktiken im Zusammenhang mit dem Unternehmen Maytas (Maytas Infrastructure und Maytas Properties, Teja Raju ist seit dem 3. Januar 2009 CEO) und dem Verkauf von Aktien. Das Gipfelte in dem Geständnis Buchungen im Wert von 7000 crore Rupien  (ca. 1 Milliarde Dollar) gefälscht zu haben und seinem Rücktritt. Bilanzprüfer des Unternehmens war der indische Ableger von PricewaterhouseCoopers.
Sein Unternehmen wurde nach schweren Verlusten (> 72 %) vom Börsenhandel ausgeschlossen und zum 12. Januar 2009 auch aus dem Finanzindex BSE Sensex gestrichen.
Bei Untersuchungen wurde erkannt, dass fast 13.000 Angestellte erfunden waren. Ihr Gehalt wurde nach Angaben von Untersuchungsbeamten dazu verwendet Landkäufe zu tätigen.

## Auszeichnungen
- Ernst & Young Entrepreneur of the Year Services Award 1999.
- Dataquest IT Man of the Year Award 2000.
- Asia Business Leader Award 2002.
- E&Y Entrepreneur of the Year 2007